# یانا دوریس
یانا دوریس (آلمانی: Jana Dörries؛ زادهٔ ۲۴ سپتامبر ۱۹۷۵) شناگر اهل آلمان است.